# Овашвили, Георгий
Георгий Овашвили (груз. გიორგი ოვაშვილი; 14 ноября 1963, Мцхета, Грузинская ССР, СССР) — грузинский кинорежиссёр, сценарист и продюсер.

## Биография
Георгий Овашвили родился 14 ноября 1963 года в Мцхете. Учился в Политехническом институте (1981—1986).
В 1996 году окончил Тбилисский театральный институт им. Ш. Руставели. Работал на телепроектах на канале «Имеди», снял несколько документальных и короткометражных игровых картин, одна из которых, «На уровне взгляда» («Угол зрения»), была удостоена специального приза Берлинского кинофестиваля 2005 года — стипендии Нью-Йоркской киноакадемии (англ.). После обучения в киноакадемии, стажировался в Голливуде на студии «Universal».
В 2009 году вышла первая полнометражная картина Георгия Овашвили «Другой берег». Фильм рассказывает о драме, произошедшей с грузинским и абхазским народами, на примере нескольких дней из жизни двенадцатилетнего мальчика-грузина, который едет в Абхазию, чтобы найти отца, который когда-то не смог бежать оттуда вместе с семьей. По мнению кинокритика Андрея Плахова, «Другой берег» генетически вобрал в себя высокие художественные стандарты грузинского кино, но мироощущение в фильме современное, реалии на экране, поэтика и стилистика более жёсткие.

 У нас есть огромная любовь к Абхазии и огромный долг. И тема этой войны очень близка и грузинам, и абхазцам. До сих пор считаю, что мы все — жертвы этой войны. Когда дерутся два брата, не может быть победителя. Мы все — проигравшие. Этим фильмом я хотел передать ту боль, которая есть во мне. Фильм не был конкретно об этой войне, об этом конфликте: я хотел показать, что любая война делает с детьми.
— Георгий Овашвили
Режиссёр получил приз за игровой дебют на кинофестивале в Карловых Варах в конкурсе «На восток от запада». Всего картина завоевала более тридцати международных наград, в том числе премию в Висбадене, главный приз и приз экуменического жюри кинофестиваля «Золотой абрикос» в Ереване, а также специальный приз жюри за отстаивание гуманитарных ценностей на фестивале «Киношок». Фильм «Другой берег» был представлен Грузией на соискание премии «Оскар» в номинации «Лучший фильм на иностранном языке».
В 2014 году снял фильм «Кукурузный остров». Премьера фильма состоялась на кинофестивале в Карловых Варах, где фильм был награждён Главным призом «Хрустальный глобус». Также фильм получил приз зрительских симпатий за лучший фильм в Сан-Себастьяне в 2014 году, Гран-при «Золотая лоза» фестиваля «Киношок-2014». Фильм «Кукурузный остров» вошёл в предварительный шорт-лист премии Американской киноакадемии «Оскар» в номинации «Лучший фильм на иностранном языке».
В 2016 году закончил съёмки фильма «Хибула» о последних пятидесяти днях жизни бывшего президента Грузии. Герой фильма, которого не называют по имени, а только — «Господин президент», предстаёт в картине в экстремальной, безысходной ситуации, когда рушатся его ценности и он понимает, что одинок. 

Это будет история об одиночестве человека в целом. А, если ещё более конкретно, скажу, что это фильм о власти и о потере власти, об изменениях мира, в том числе в нас. О том, как, к примеру, происходит переход из иллюзорного мира в мир реальный, который, по-моему, и приносит идею власти, а также о том, что происходит в человеке, когда он теряет эту власть.— Георгий Овашвили

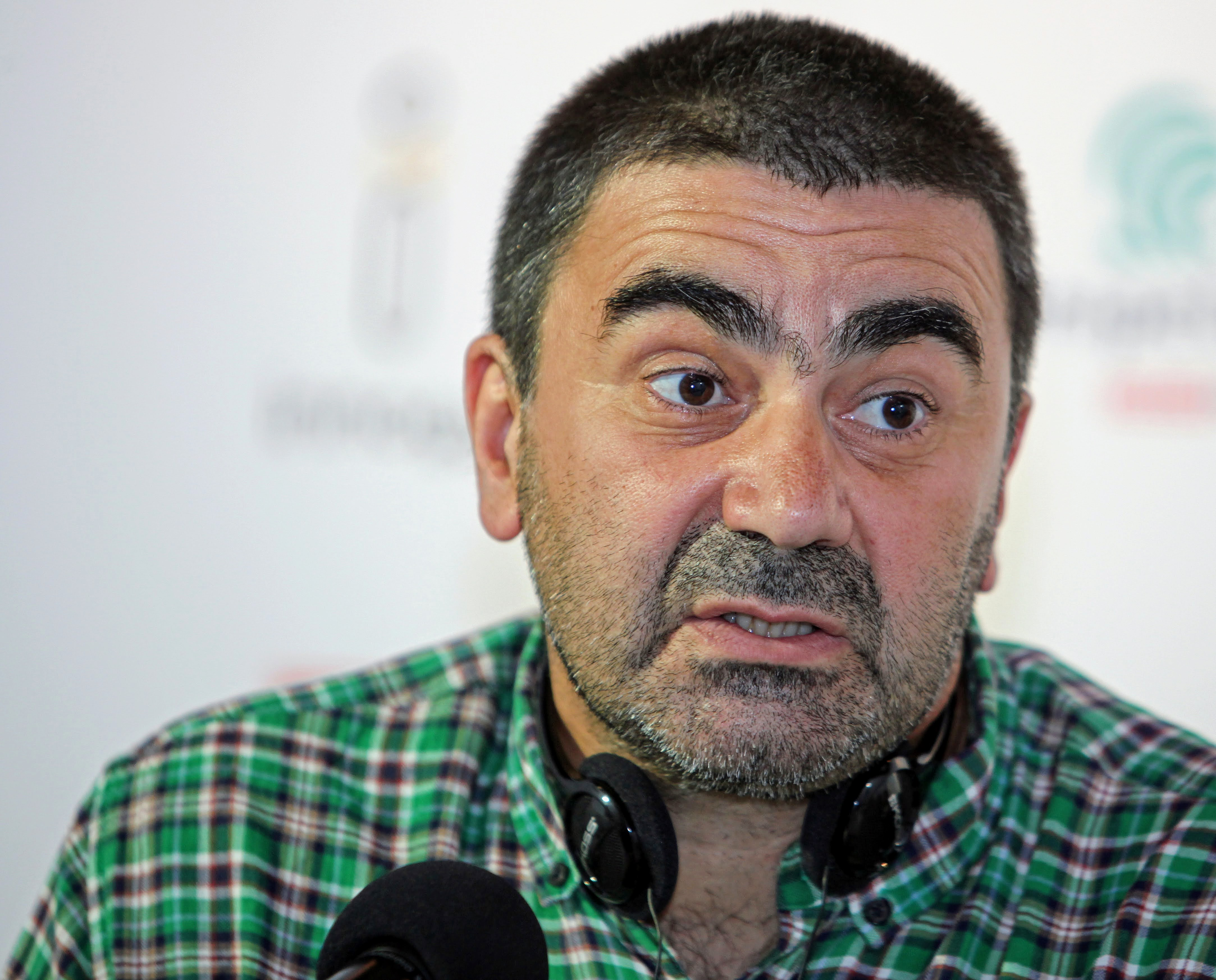
Георгий Овашвили в 2017 году

Георгий Овашвили был членом жюри вручения премий Киноакадемии стран Азиатско-Тихоокеанского региона (Asia Pacific Screen Awards) в 2012 году, 19-го кинофестиваля «Тёмные ночи» (PÖFF) в Таллинне в 2015 году, кинофестиваля в Карловых Варах в 2016 году и других кинофестивалей.
В декабре 2016 года Георгий Овашвили удостоен звания кавалера Ордена Французской Республики «За заслуги в искусстве и литературе» (L’Ordre des Arts et des Lettres).
Жена — Нино Девдариани. Трое детей.

## Фильмография

### Режиссёр
- 1996 — Wagonet, к/м
- 2005 — Угол зрения (На уровне взгляда), к/м
- 2009 — Другой берег
- 2014 — Кукурузный остров
- 2017 — Хибула

### Сценарист
- 2004 — Угол зрения, к/м
- 2009 — Другой берег
- 2014 — Кукурузный остров (в соавторстве с Нугзаром Шатаидзе и Ролофом Яном Миннебоо)
- 2017 — Хибула (в соавторстве с Ролофом Яном Миннебоо)

### Продюсер
- 2004 — Угол зрения, к/м
- 2009 — Другой берег
- 2014 — Кукурузный остров
- 2017 — Хибула

## Награды и номинации
- 2016 — Кавалер ордена Искусств и литературы (Франция)[16]

«Другой берег»
- 2009 — кинофестиваль в Карловых Варах — приз за игровой дебют в конкурсе «На восток от запада»
- 2009 — Открытый фестиваль кино стран СНГ и Балтии «Киношок» — специальный приз жюри за отстаивание гуманитарных ценностей
- 2009 — кинофестиваль в Гранаде — Гран-при за лучший художественный фильм
- 2009 — кинофестиваль в Висбадене — Гран-при за лучший фильм и приз Международной ассоциации кинокритиков
- 2009 — кинофестиваль в Сиэтле — главный приз жюри в секции «Новые режиссёры»
- 2009 — кинофестиваль в Париже — Гран-при за лучший художественный фильм[3]
- 2009 — кинофестиваль «Золотой абрикос» в Ереване — главный приз «Золотой абрикос» и приз экуменического жюри кинофестиваля
- 2009 — номинация «Открытие года» Европейской киноакадемии[17]
- 2010 — номинация на премию «Ника» за лучший фильм стран СНГ и Балтии

«Кукурузный остров»
- 2014 — кинофестиваль в Карловых Варах — Главный приз «Хрустальный глобус»
- 2014 — Сан-Себастьянский кинофестиваль — приз зрительских симпатий
- 2014 — Открытый фестиваль кино стран СНГ и Балтии «Киношок» — Гран-при «Золотая лоза»
- 2015 — номинация на премию «Ника» за лучший фильм стран СНГ и Балтии
- 2016 — кинофестиваль в Рабате (Марокко) — специальный приз жюри[18]